# Nižný Lánec
Nižný Lánec (em húngaro: Alsólánc) é um município da Eslováquia, situado no distrito de Košice-okolie, na região de Košice. Tem 4,1 km² de área e sua população em 2018 foi estimada em 456 habitantes.

## Demografia
| Ano:        | 1994 | 2004   | 2014   | 2024   |
| ----------- | ---- | ------ | ------ | ------ |
| Broj ljudi: | 394  | 417    | 443    | 471    |
| Razlika:    |      | +5,83% | +6,23% | +6,32% |

| Ano:               | 2023 | 2024   |
| ------------------ | ---- | ------ |
| Número de pessoas: | 469  | 471    |
| Diferença:         |      | +0,42% |